# Jezioro Jatkowskie
Jezioro Jatkowskie – jezioro na Równinie Gryfickiej, położone w gminie Świerzno, w powiecie kamieńskim, w woj. zachodniopomorskim.
Powierzchnia jeziora wynosi 4,2 ha. Według typologii rybackiej jest to jezioro karasiowe.
Ok. 1 km na wschód leży wieś Jatki, a ok. 300 m na południe przebiega droga wojewódzka nr 103, .